# Брястово (област Хасково)
Вижте пояснителната страница за други значения на Брястово.
Брястово е село в Южна България, област Хасково, община Минерални бани.

## География
Селото се намира в Горнотракийската равнина, в полухълмист район, недалеч от подножието на Родопите.
Състои се от 2 части (махали): Долно Брястово (граничещо с югозападния край на общинския център с. Минерални бани) и Горно Брястово (отстоящо на 1,1 километра западно). Махалите са свързани помежду си с асфалтиран път.

## История
При избухването на Балканската война в 1912 година човек от Брястово е доброволец в Македоно-одринското опълчение.
През 40-те години на XX век в селото има влиятелна комунистическа група и то е сред опорните точки на местния Партизански отряд „Асен Златаров“.

## Забележителности
Южно от Долно Брястово е разположен хълмът Япче (висок 379,5 метра н.м.р.) с останки от древен култов обект.
Северно от Горно Брястово се намира хълмът Гарваница (573 м), зает от тракийски култов комплекс, а южно от него последователно се редуват хълмът Пожарището (с тракийски култови обекти) и местностите Аврамов камък (с едноименно скално образувание и останки от култови обекти) и Шарапаните – с няколко шарапани (издълбани в скалите винарни корита). Комплексът на Пожарището включва олтарни скали, 2 запазени шарапани – Кръгла и Четвъртита, останки от шарапана и вал.

## Личности
Родени в Брястово
- Делчо Кирев Петров, 20-годишен, македоно-одрински опълченец в четата на Апостол Дограмаджиев[5]